# Хисаря
Хиса́ря (болг. Хисаря) — місто в Пловдивській області Болгарії. Адміністративний центр общини Хисаря.

## Населення
За даними перепису населення 2011 року у місті проживали 7128 осіб.
Національний склад населення міста:
| Національність   | Кількість осіб | Відсоток |
| ---------------- | -------------- | -------- |
| болгари          | 6586           | 96,8 %   |
| цигани           | 170            | 2,5 %    |
| турки            | 22             | 0,3 %    |
| інша             | 8              | 0,1 %    |
| не визначились   | 21             | 0,3 %    |
| Всього відповіли | 6807           |          |

Розподіл населення за віком у 2011 році:
Динаміка населення:

## Відомі люди
- Мімі Іванова Рибинська (нар. 1946) — болгарська поп-співачка.